# Bye
En bye i sport (og visse andre konkurrencer), henviser til at arrangørerne af hensyn til planlægning af en konkurrence, gør at en deltager ikke skal deltage i en given runde af konkurrencen, på grund af en af flere omstændigheder. 
I knock-out (single-elimination) turneringer, kan det være at yde et særligt privilegium, ved at belønne den bedst placerede deltager(e) eller seedede, hvis antallet af deltagere ikke er en potens af to (fx 16 eller 32) - eller begge dele. 